# Lonjsko polje
Lonjsko polje – polje w Chorwacji, na terenie żupanii sisacko-moslawińskiej i brodzko-posawskiej. Stanowi część Posawia. Jest obszarem Ramsar i ostoją ptaków IBA oraz widnieje na liście informacyjnej UNESCO.

## Opis

### Geografia

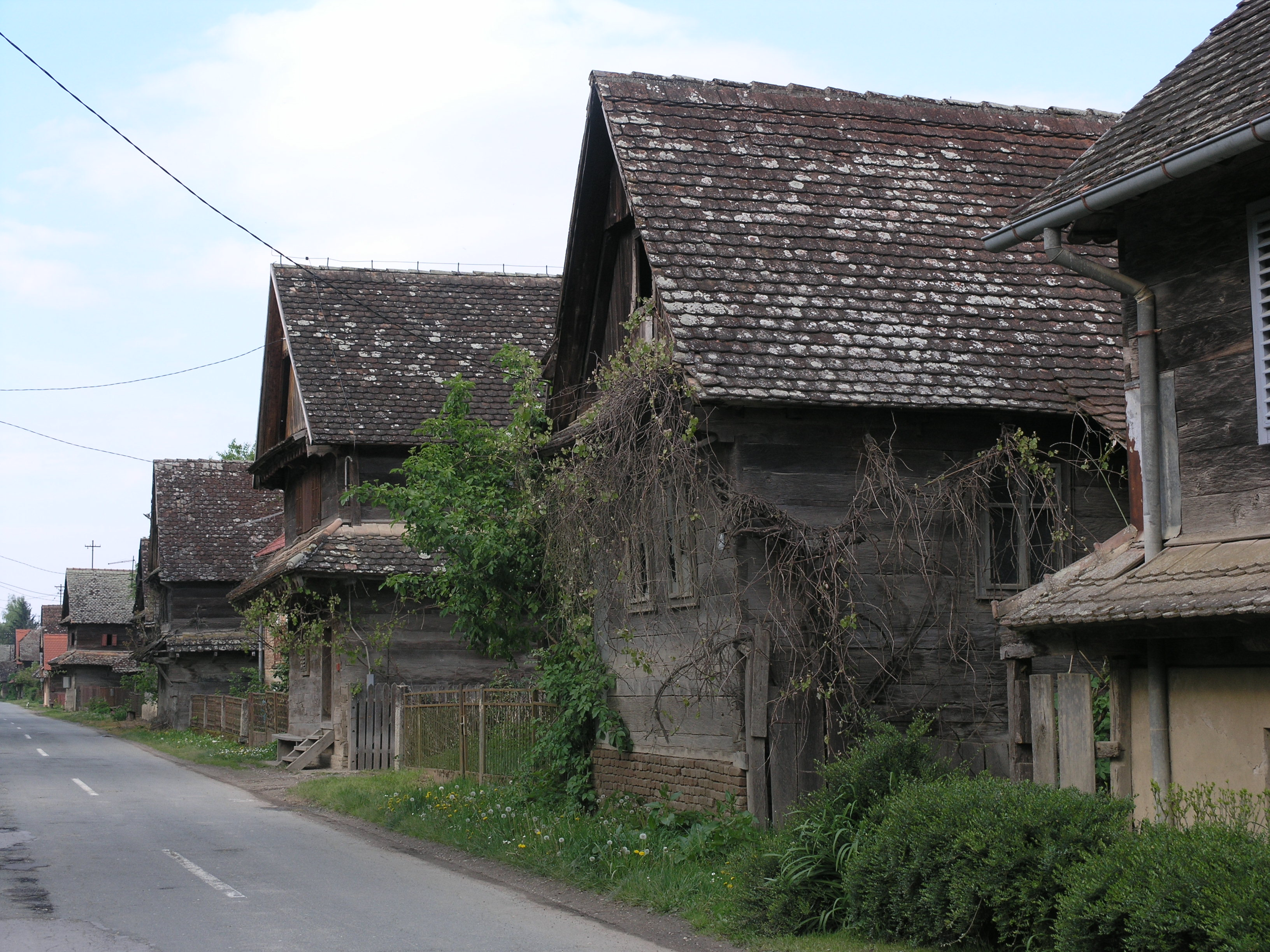
Miejscowa architektura

Jego powierzchnia wynosi ok. 1200 km² (większa część leży na terenie żupanii sisacko-moslawińskiej), a jego wymiary to ok. 80 × 15 km. Jest położone pomiędzy Moslavačką gorą (północ), rzeką Sawą (południe), potokiem Črnec (zachód) i drogą Jasenovac – Novska (wschód) oraz pomiędzy miastami Sisak i Stara Gradiška.
Oprócz Sawy przepływa przez nie także rzeka Lonja wraz ze swoimi dopływami: Česmą, Ilovą i Pakrą. Jego obszar bywa często zalewany wiosną i jesienią z powodu wysokiego poziomu wody w Sawie. Powodzie są długotrwałe i przeważnie obejmują do 70% powierzchni polja. Jego część o powierzchni 850 km² została poddana pracom melioracyjnym.

### Ochrona przyrody

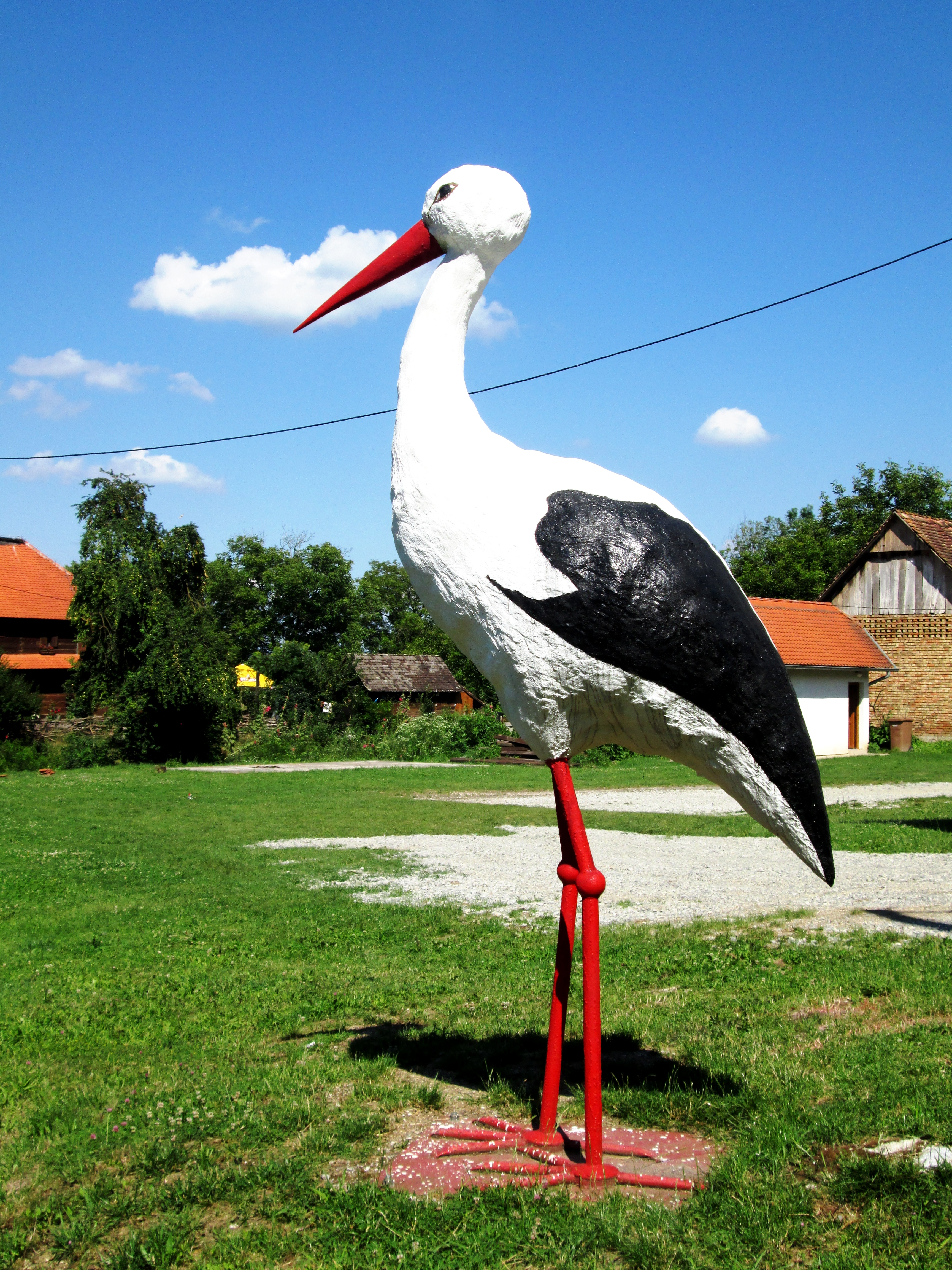
Pomnik bociana w Čigoču

Lonjsko polje jest największym chronionym obszarem zalewowym w całym dorzeczu Dunaju. Polje porastają rozległe lasy dębowe. Znajdują się tu również liczne zbiorniki wodne. Odnotowano tu obecność 239 gatunków ptaków (m.in. bocian czarny, czapla biała, podgorzałka zwyczajna, bielik, warzęcha zwyczajna, orlik krzykliwy, derkacz, rybitwa wąsata, jastrząb zwyczajny, a także gatunki orłów i sów). Miejscowy obszar Krapje Đol (0,3 km²) został rezerwatem ornitologicznym w 1963 roku, a Rakita i Dražiblato w 1969 roku. W 1983 roku Lonjsko polje zostało wpisane na listę Ostoi ptaków IBA. W 1990 roku część Lonjskiego polja wraz z Mokrim poljem (506,5 km²) została objęta ochroną przyrodniczą jako park przyrody. W 1993 roku Lonjsko polje zostało objęte ochroną obszarów wodno-błotnych w ramach konwencji ramsarskiej. Miejscowa wieś Čigoč od 1994 roku nosi miano „europejskiej wioski bocianiej”. 1 lutego 2005 polje zostało wpisane na listę informacyjną UNESCO.

### Historia
Obszar polja jest zamieszkany nieprzerwanie od przełomu XVII i XVIII wieku, gdy ustało zagrożenie ze strony Imperium Osmańskiego. Osady utworzono na wyżej położonych terenach, wolnych od powodzi. Żegluga rzeczna w XVIII i XIX wieku doprowadziła do konieczności regulacji Sawy. W trakcie wojny w Chorwacji w latach 90. XX wieku lokalna zabytkowa architektura ucierpiała wskutek działań wojennych.

### Znaczenie gospodarcze
Znajdują się tu złoża ropy naftowej i gazu ziemnego. Uprawiane są zboża i rośliny pastewne, hodowane jest bydło.